# Caso Neymar
El caso Neymar fue un proceso judicial iniciado por la Audiencia Nacional de España, y posteriormente juzgado por la Audiencia Provincial de Barcelona, por los presuntos delitos cometidos en el traspaso, efectivo en 2013, del jugador brasileño Neymar del Santos FC al Fútbol Club Barcelona. La acusación fue ejercida por la Fiscalía de la Audiencia Nacional, la empresa brasileña DIS (de los hermanos Delcir e Idi Sonda), propietaria en su día del 40% de los derechos federativos del jugador, y la asociación de deportivas brasileños FAAP. 
Previamente a la resolución de este proceso, el Barcelona ya admitió su culpabilidad en dos delitos fiscales, de 2011 y 2013, cometidos durante el fichaje del jugador. Como consecuencia, el club pagó una multa superior a los 5,5 millones de euros a la Hacienda Pública española. Más allá de sus consecuencias judiciales, el caso Neymar provocó, previamente, la dimisión de Sandro Rosell como presidente del Barcelona.
En mayo de 2017, el magistrado José de la Mata Amaya decretó la apertura de juicio oral y estableció una fianza de tres millones de euros. Posteriormente, tras un recurso de la defensa del jugador, en 2019 la Sección Segunda de la Sala de lo Penal del Audiencia Nacional trasladó el caso a la Audiencia Provincial de Barcelona, al considerarla el órgano competente para juzgar el caso. A pesar de que las partes acusadoras recurrieron este extremo, el Tribunal Supremo falló a favor de la defensa y consideró que debía ser la Audiencia Provincial quien juzgara el caso.
A finales de 2022, la Audiencia de Barcelona absolvió al jugador y el resto de acusados.

## Acusados
- Sandro Rosell, entonces presidente del Barcelona.
- Josep Maria Bartomeu, entonces vicepresidente del Barcelona.
- Neymar da Silva Santos (padre del jugador).
- Nadine Gonçalves (madre del jugador).
- Neymar.
- Odílio Rodrigues.
- Fútbol Club Barcelona.
- Santos FC.
- N&N Consultoría Esportiva e Empresarial (empresa familiar de los Neymar).

## Acusación
- Fiscalía de la Audiencia Nacional
- DIS
- FAAP

Se basan en los artículos 251 y 286 del Código Penal para acusar de los delitos de corrupción entre particulares y estafa. DIS y FAAP (que actúan conjuntamente) acusa de estos delitos a los nueve procesados, mientras que la Fiscalía de la Audiencia Nacional no ejerce ninguna acusación contra Josep Maria Bartomeu.

## Cronología
Los hechos presuntamente delictivos se cometieron, según las acusaciones, en 2011 y 2013.  
En 2011, cuando el jugador contaba con 19 años, el Barcelona, siempre según las acusaciones, decidió pagar directamente por su traspaso a la familia del jugador, obviando los derechos del Santos y DIS, propietarios de su ficha. Se produjo entonces el adelanto del pago de 10 millones de euros, con el compromiso de pagar otros 30 cuando el traspaso se hiciese realmente efectivo. El Barcelona siempre ha defendido que esos 40 millones no eran un pago irregular, sino un salario adelantado al jugador. 
Con estos pagos, el Barcelona trataba así de adelantarse al gran interés de otros clubes europeos, particularmente el Real Madrid, por el fichaje del jugador. El interés del club madrileño por Neymar venía de lejos, y ya estuvo a punto de fichar por ellos en 2006, cuando pasó varios días en la capital de España junto a su padre ultimando un fichaje que finalmente se frustró por motivos económicos. 
El adelanto del pago de los diez millones fue denunciado por un socio del Barcelona, Jordi Cases, desencadenando así el proceso judicial en la Audiencia Nacional.
La estafa que denuncian las acusaciones habría culminado en 2013. Entonces, con la fecha del fin del contrato de Neymar con el Santos ya cercana, el club brasileño, siempre según las acusaciones, habría cerrado dos contratos simulados, junto al Barcelona, para recibir más dinero del traspaso, aumentando así subrepticiamente  su cifra oficial. El traspaso se cerró oficialmente en 17,5 millones de euros, y DIS recibió el 40% de esa cantidad. 
Finalmente, el jugador fue presentado por el Barcelona el 3 de junio de 2013.
Durante la fase de instrucción del caso, Neymar declaró ante la Audiencia Nacional. Negó su conocimiento de los hechos y cualquier relación con DIS, y descargó cualquier posible responsabilidad en su padre. Su declaración se produjo en febrero de 2016 y unas semanas después Delcir Sonda le contestaba en rueda de prensa: "Fui traicionado por Neymar, por su padre y por su madre. Hubo un fraude orquestado por Neymar, sus padres y el Barcelona por medio de contratos simulados. [...] Vestir una camiseta de Neymar es apoyar la corrupción" . En noviembre de ese mismo año, la Audiencia Nacional decidió definitivamente procesar al jugador. 
Neymar jugó en el F. C. Barcelona cuatro temporadas, hasta que el París Saint-Germain lo fichó pagando su cláusula de rescisión, en lo que hasta ahora es el fichaje más caro de la historia, con 222 millones de euros.